# Lipnica Wielka (Korzenna)
Lipnica Wielka (früher auch Lipnica Niemiecka) ist ein Dorf der Gemeinde Korzenna im Powiat Nowosądecki der Woiwodschaft Kleinpolen in Polen.

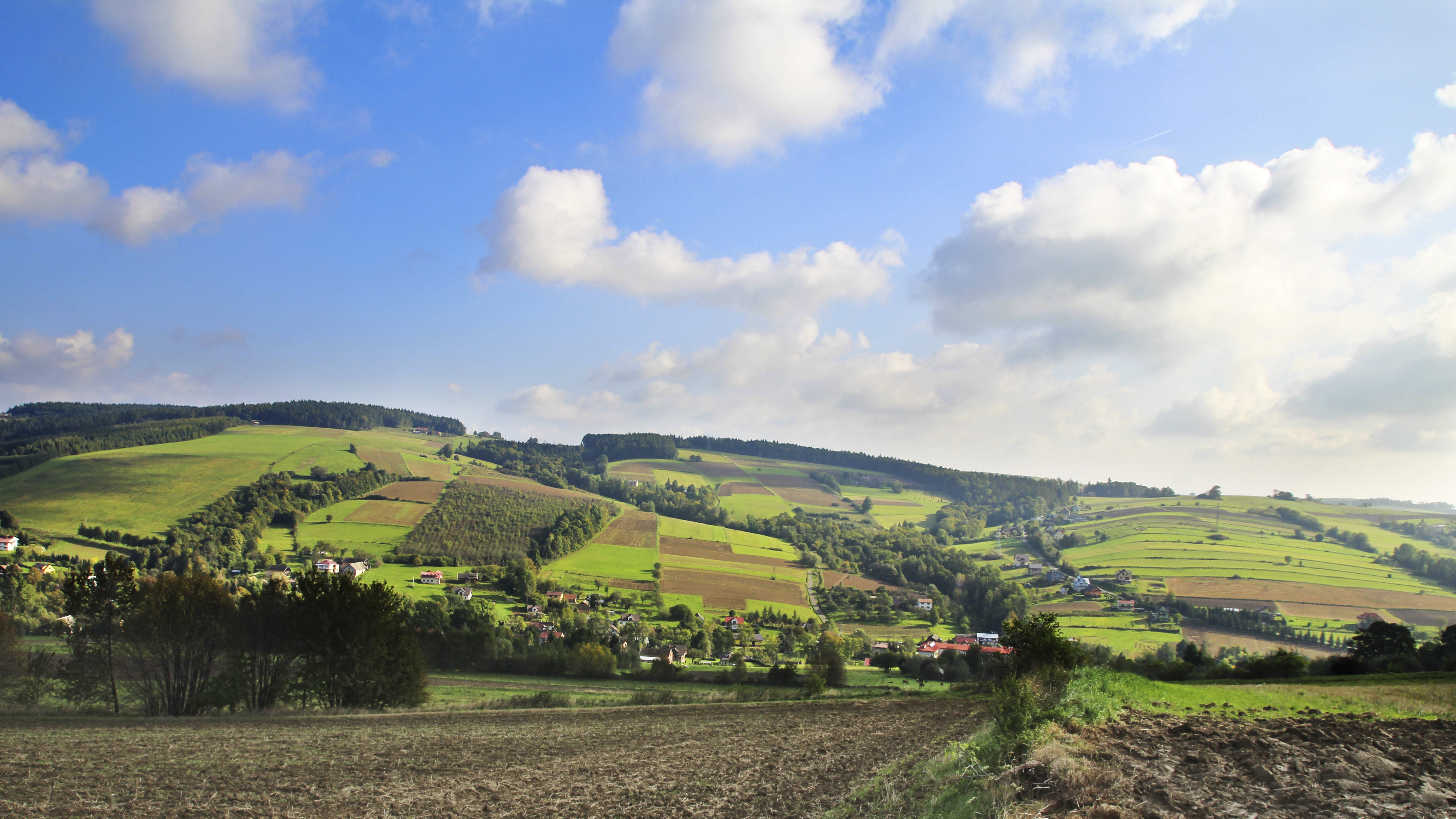
Blick auf das Dorf

## Geographie
Der Ort liegt am Bach Lipniczanka im Zuflussgebiet der Biała im Rożnów-Gebirge. Die Nachbarorte sind Bukowiec und Falkowa im Norden, Brzana und Jankowa im Osten, Niecew und Wojnarowa im Süden sowie Jasienna und Korzenna im Westen.

## Geschichte
Der Ort wurde im Jahr 1336 als die damals gegründete Pfarrei Nova Lipnicia erstmals urkundlich erwähnt. Später folgten die Erwähnungen als Lipnicza (1413) und Llypnica (1420). 1451 tauchte die Ergänzung des Namens Maiori bzw. Magna (1461) bzw. Wielka (groß) abwechselnd mit Theutonicalis (1463) bzw. Niemieczka (1474) bzw. Almanica (1525, deutsch) auf. Der in Polen übliche Name Lipnica ist vom gleichnamigen Bach abgeleitet (in fluvio eiusdem nominis Lipnica, 1369; lipa – Linde). Das Adjektiv Niemiecka wurde bis zum 19. Jahrhundert benutzt und war mit der deutschrechtlichen Gründung verbunden.

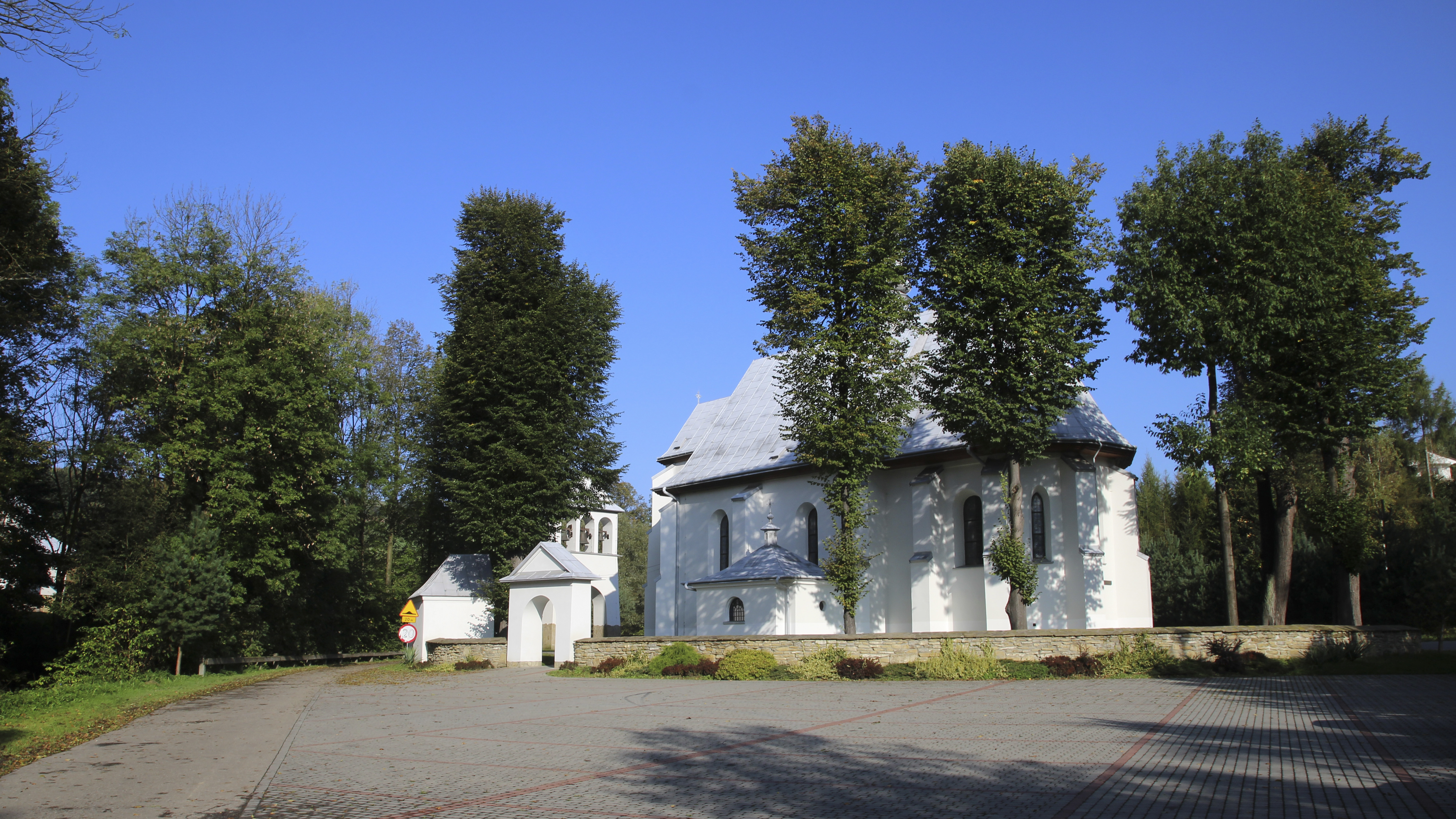
Ortskirche aus dem Jahr 1359/18. Jahrhundert

1359 stiftete der König Kasimir der Große die gemauerte Marienkirche. In der zweiten Hälfte des 18. Jahrhunderts wurde sie umgebaut.
Politisch und administrativ gehörte das Dorf zum Königreich Polen (ab 1569 in der Adelsrepublik Polen-Litauen), Woiwodschaft Krakau, Kreis Sącz.
Bei der Ersten Teilung Polens kam Lipnica Wielka 1772 zum neuen Königreich Galizien und Lodomerien des habsburgischen Kaiserreichs (ab 1804).
1918, nach dem Ende des Ersten Weltkriegs und dem Zusammenbruch der k.u.k. Monarchie, kam Lipnica Wielka zu Polen. Unterbrochen wurde dies nur durch die Besetzung Polens durch die Wehrmacht im Zweiten Weltkrieg.
Von 1975 bis 1998 gehörte Lipnica Wielka zur Woiwodschaft Nowy Sącz.

## Persönlichkeiten
- Józef Olszyński (1913–1977), polnischer Aktivist der Bauernbewegung, Abgeordneter des polnischen Sejms;